# Krzyk 3
Krzyk 3 (tytuł oryg. Scream 3) – amerykański film fabularny (thriller), kontynuacja filmów Krzyk i Krzyk 2. Światowa premiera odbyła się 3 lutego 2000 roku, polska miała miejsce 20 listopada tegoż roku.

## Opis fabuły
Po koszmarnych przygodach Sidney Prescott (Neve Campbell) osiedliła się z dala od miejskiego zgiełku. Jej dom pełen jest nowoczesnych systemów antywłamaniowych. Sidney żyje w ciągłym strachu i nikt nie wie, gdzie mieszka. W Hollywood właśnie rozpoczęła się produkcja Ciosu 3, filmu zainspirowanego historią mordercy w masce ducha. Nagle znajomy Sidney – Cotton Weary (Liev Schreiber), i jego dziewczyna, Christine Hamilton, zostają zamordowani. Na miejscu zjawiają się Gale Weathers (Courteney Cox) i Dwight Riley (David Arquette), jedni z nielicznych, którzy przeżyli ostatnią masakrę. Próbują rozwiązać tajemnicę morderstw i fotografii, które zabójca zostawia przy zwłokach.

## Obsada
- Neve Campbell – Sidney Prescott
- David Arquette – Dwight „Dewey” Riley
- Courteney Cox – Gale Weathers
- Patrick Dempsey – det. policji Mark Kincaid
- Scott Foley – Ghostface / Roman Bridger
  - Roger L. Jackson – Ghostface (głos)
- Lance Henriksen – John Milton
- Parker Posey – Jennifer Jolie
- Deon Richmond – Tyson Fox
- Emily Mortimer – Angelina Tyler
- Matt Keeslar – Tom Prinze
- Jenny McCarthy – Sarah Darling
- Patrick Warburton – Steven Stone
- Liev Schreiber – Cotton Weary
- Kelly Rutherford – Christine Hamilton
- Jamie Kennedy – Randy Meeks
- Heather Matarazzo – Martha Meeks
- Lawrence Hecht – Neil Prescott
- Lynn McRee – Maureen Prescott / Rena Reynolds
- Carrie Fisher – Bianca Burnette
- Jason Mewes – Jay
- Kevin Smith – Cichy Bob

## Nagrody
- Neve Campbell: nominacja do MTV Movie Awards – najlepsza aktorka
- Parker Posey: nominacja do MTV Movie Award – najlepsza aktorka komediowa

## Box office
| Świat | US$ 161,834,276 |